# 朗利特莊園

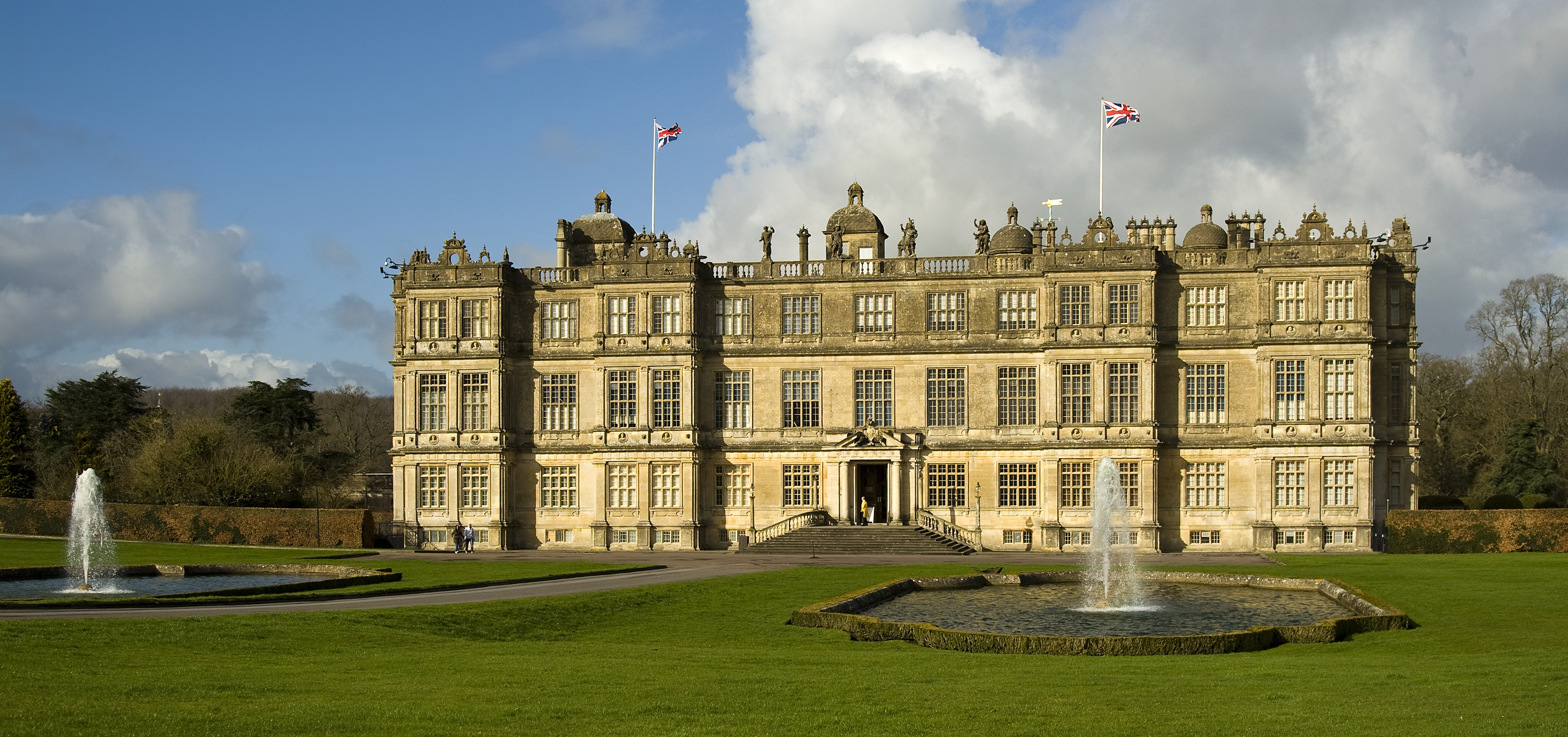
朗利特

朗利特 （Longleat） 是英國的一處鄉村別墅，位於英格蘭威爾特郡。朗利特由著名造園家朗塞洛特·布朗設計，別墅包括了3.6 km²的庭園和8,00032 km²大的森林。朗利特是英國首個對公眾開放的貴族住宅和世界上非洲以外的首個野生動物園，也是維多利亞時期建築的代表作。

## 外部連結
- Longleat House homepage （页面存档备份，存于）